# 貝利斯 (加利福尼亞州)
貝利斯（英語：Bayliss）是位於美國加利福尼亞州格伦縣的一個非建制地區。該地的面積和人口皆未知。

## 地理
貝利斯的座標為39°34′58″N 122°02′45″W / 39.58278°N 122.04583°W，而該地的平均海拔高度為34米（即112英尺）。